# Grandisoniidae
Die Grandisoniidae sind eine Familie der Schleichenlurche (Gymnophiona), die in Indien, Afrika und auf den größeren Inner Islands der Seychellen vorkommt. Die Familie war ursprünglich unter der Bezeichnung Indotyphlidae bekannt, wurde 2021 aber umbenannt.

## Merkmale
Wie alle Schleichenlurche sind die Grandisoniidae wurmartige Amphibien ohne Gliedmaßen und mit einem stark zurückgebildeten Schwanz. Von anderen Schleichenlurchen unterscheiden sie sich durch ihren unvollkommenen Stapes (ein Gehörknöchelchen), die innere Zahnreihe mit zweispitzigen Zähnen im Unterkiefer und die Lage der Augen an der Grenze zwischen Schuppenbein und Maxillopalatine. Sie sind entweder ovipar (Eierlegend) oder vivipar (lebendgebärend). Alle viviparen Grandisoniidae sind unbeschuppt und ihnen fehlen die sekundären Annuli. Die Annuli sind umlaufende Hautfalten, durch die die Schleichenlurche geringelt sind und die wiederum in primäre, sekundäre und tertiäre Annuli unterteilt werden können.
Phylogenetisch werden sie als diejenigen Schleichenlurche definiert, die näher mit Hypogeophis rostratus als mit Siphonops annulatus oder Dermophis mexicanus verwandt sind.

## Gattungen und Arten

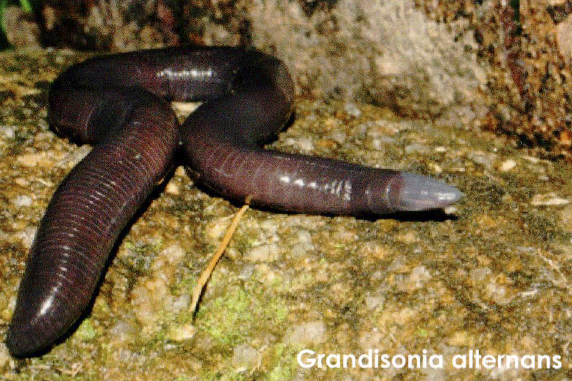
Grandisonia alternans

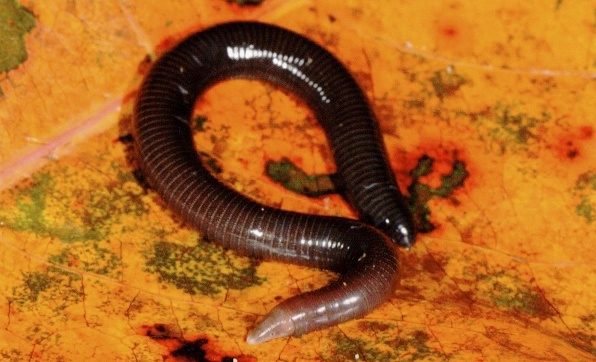
Hypogeophis pti

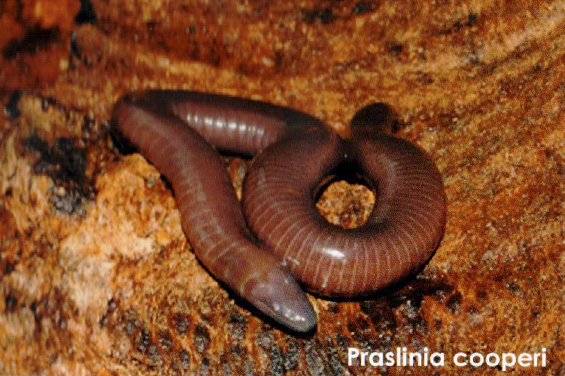
Praslinia cooperi

Es gibt sieben Gattungen und etwa 20 Arten:
- Gattung Gegeneophis (Indien)
  - Gegeneophis carnosus
  - Gegeneophis danieli
  - Gegeneophis goaensis
  - Gegeneophis krishni
  - Gegeneophis madhavai
  - Gegeniophis mhadeiensis
  - Gegeneophis pareshi
  - Gegeneophis primus
  - Gegeneophis ramaswamii
  - Gegeneophis seshachari
  - Gegeneophis tejaswini
- Gattung Grandisonia (Seychellen)
  - Grandisonia alternans
  - Grandisonia brevis
  - Grandisonia larvata
  - Grandisonia sechellensis
- Gattung Hypogeophis (Seychellen)
  - Hypogeophis montanus
  - Hypogeophis pti
  - Hypogeophis rostratus
- Gattung Idiocranium (Kamerun)
  - Idiocranium russeli
- Gattung Indotyphlus (Indien)
  - Indotyphlus battersbyi
  - Indotyphlus maharashtraensis
- Gattung Praslinia (Seychellen)
  - Praslinia cooperi
- Gattung Sylvacaecilia (Äthiopien)
  - Sylvacaecilia grandisonae

## Systematik
Innerhalb der Schleichenlurche sind die Indotyphlidae die Schwestergruppe einer gemeinsamen Klade von Dermophiidae und Siphonopidae, alle drei Familien zusammen stehen in einem Schwestergruppenverhältnis zu einer Klade aus Typhlonectidae und Caeciliidae. (Siehe Schleichenlurche: Abschnitt Taxonomie)